# Mémoire de mes putains tristes
Mémoire de mes putains tristes (titre original : Memoria de mis putas tristes) est un roman court de langue espagnole, écrit par le romancier, nouvelliste et journaliste colombien Gabriel García Márquez, prix Nobel de littérature en 1982.

## Résumé
Au crépuscule de sa vie, un vieil érudit se remémore les prostituées qui ont ponctué de rencontres sans lendemain sa vie sexuelle. Le jour de son quatre-vingt dixième anniversaire, il décide de  s'offrir une nuit avec une jeune fille vierge de 14 ans forcée de vendre son corps pour soutenir sa famille. Or, la trouvant endormie, il renonce à la réveiller et développe pour elle un amour platonique.  
Il paiera désormais pour dormir à ses côtés, sans jamais la rencontrer éveillée.

## Inspiration
- Mémoire de mes putains tristes est une réécriture des Belles Endormies du Japonais Yasunari Kawabata.
- Gabriel García Márquez s'était déjà inspiré de ce roman pour sa nouvelle L'Avion de la belle endormie (es), parue en 1982 au sein du recueil Douze contes vagabonds[3].

## Adaptation
Le roman a été adapté au cinéma en 2011 par le réalisateur Henning Carlsen.